# Stanisław Ostroróg (wojewoda poznański)
Stanisław Ostroróg herbu Nałęcz (ur. ok. 1400, zm. w 1477, przed 3 maja) – kasztelan gnieźnieński (1444-1453), kasztelan międzyrzecki (1444-1449), podkomorzy poznański (1438), podstoli kaliski (1432), podstoli kaliski (1432-1435), senator I RP (1444-1476), starosta generalny Wielkopolski, starosta brzeskokujawski (1432), wojewoda kaliski (1450-1475), wojewoda poznański (1474-1476).

## Historia
Był najstarszym synem Sędziwoja Ostroroga zapewne z żony Barbary. Urodził się około 1400. Zapisywał się w 1419 na Akademię Krakowską. Urząd podstolego kaliskiego otrzymał przed 1432 i był również w tym samym roku starostą brzeskim (kujawskim) oraz w tym czasie występował również jako zastępca ojca, ówczesnego starosty wielkopolskiego. Otrzymanie tego starostwa w 1439 zawdzięczał zapewne protekcji ojca, ale w 1440 w chwili wyjazdu Władysława III na Węgry stracił je. W 1445 po śmierci króla pod Warną postąpił na kasztelanię międzyrzecką, a w marcu 1446 miał posłować od sejmu piotrkowskiego do Kazimierza Jagiellończyka na Litwę z prośbą objęcia tronu polskiego. Starostwo generalne wielkopolskie otrzymał ponownie latem 1448 i piastował je do lipca 1451. Kasztelanię gnieźnieńską dostał na przełomie 1449/50, a wiosną 1453 przeszedł na urząd wojewody kaliskiego. Po wybuchu wojny trzynastoletniej z Krzyżakami towarzyszył w 1454 królowi w uroczystym wjeździe do Torunia. Mianowany został później jednym z czterech dowódców armii polskiej wkraczającej do Prus. 18 września 1454 w bitwie pod Chojnicami okazał się nieudolnym wodzem i zbiegł z pola walki.
Był świadkiem wydania statutów nieszawskich przez króla Kazimierza IV Jagiellończyka w 1454 roku.
Jako przedstawiciel Polski odgrywał w następnych latach znaczną rolę polityczną w rozmaitych rokowaniach i naradach. Jeden z wybitniejszych dyplomatów polskich tego okresu. W lipcu 1455 prowadził rokowania z margrabią brandenburskim w sprawie jego mediacji pomiędzy Polską i Zakonem a w sierpniu 1455 oraz lutym i kwietniu 1456 z zaciężnymi wojskami w Grudziądzu. W październiku 1456 w Toruniu kierował akcją tłumienia rozruchów. W tym czasie brał udział w licznych sejmach oraz na małopolskich sejmach prowincjonalnych reprezentował stany polskie w rozmowach z Litwinami i Wielkopolanami. Posłował do Pragi w lutym 1462 do Jerzego Podiebradzkiego. W tym samym roku był jednym z dwu sędziów, którzy wbrew pretensjom książąt mazowieckich przyznali Koronie ziemię rawską i gostynińską. Od 1463 członek delegacji polskiej, która prowadziła rozmowy pokojowe z Krzyżakami i doprowadzonych we wrześniu 1466 w Toruniu do końca. Był gwarantem|pokoju toruńskiego 1466 roku. Ostroróg po zakończeniu wojny nadal odgrywał wybitną rolę w polskiej dyplomacji. Posłował do Pragi w marcu 1467 i w 1468, na Węgry w 1469, do cesarza w 1470, a do wielkiego mistrza w 1471. Znalazł się w orszaku Władysława Jagiellończyka w Pradze po wyborze go w 1471 na tron czeski. Wchodził w skład delegacji rokującej w 1473 z Węgrami w Nysie i Opawie. W następnym roku wraz z Ł. Górką i M. Bnińskim dowodził nieudolnie wielkopolskim pospolitym ruszeniem, które broniło południowej granicy Wielkopolski przed najazdami księcia żagańskiego. Później z Węgrami negocjował pokój po nieudanej wojnie polsko-węgierskiej na Śląsku.
Urząd wojewody poznańskiego otrzymał w 1475 po śmierci Łukasza Górki i w tym samym roku układał warunki małżeństwa córki królewskiej Zofii z Fryderykiem Hohenzollernem oraz towarzyszył królewnie Jadwidze do Landshut. Wiosną 1476 w Malborku uczestniczył w rozmowach króla z wielkim mistrzem, a jesienią przebywał w Poznaniu. Żył jeszcze 16 listopada 1476, a zmarł przed 3 maja 1477.
Z odziedziczonych po ojcu dóbr, a trzymanych jeszcze w 1447 wspólnie z bratem Dobrogostem, dostał po podziale Ostroróg i szereg wsi. Posiadał również połowę klucza międzychodzkiego, a także kupił połowę Grodziska z przyległościami oraz wiele pojedynczych wsi. Jego jedyny syn Jan został spadkobiercą. Był żonaty z Beatą z Bystrzycy, siostrzenicą kasztelana krakowskiego Jana Czyżowskiego.